# Komitet Centralny Komunistycznej Partii Czechosłowacji

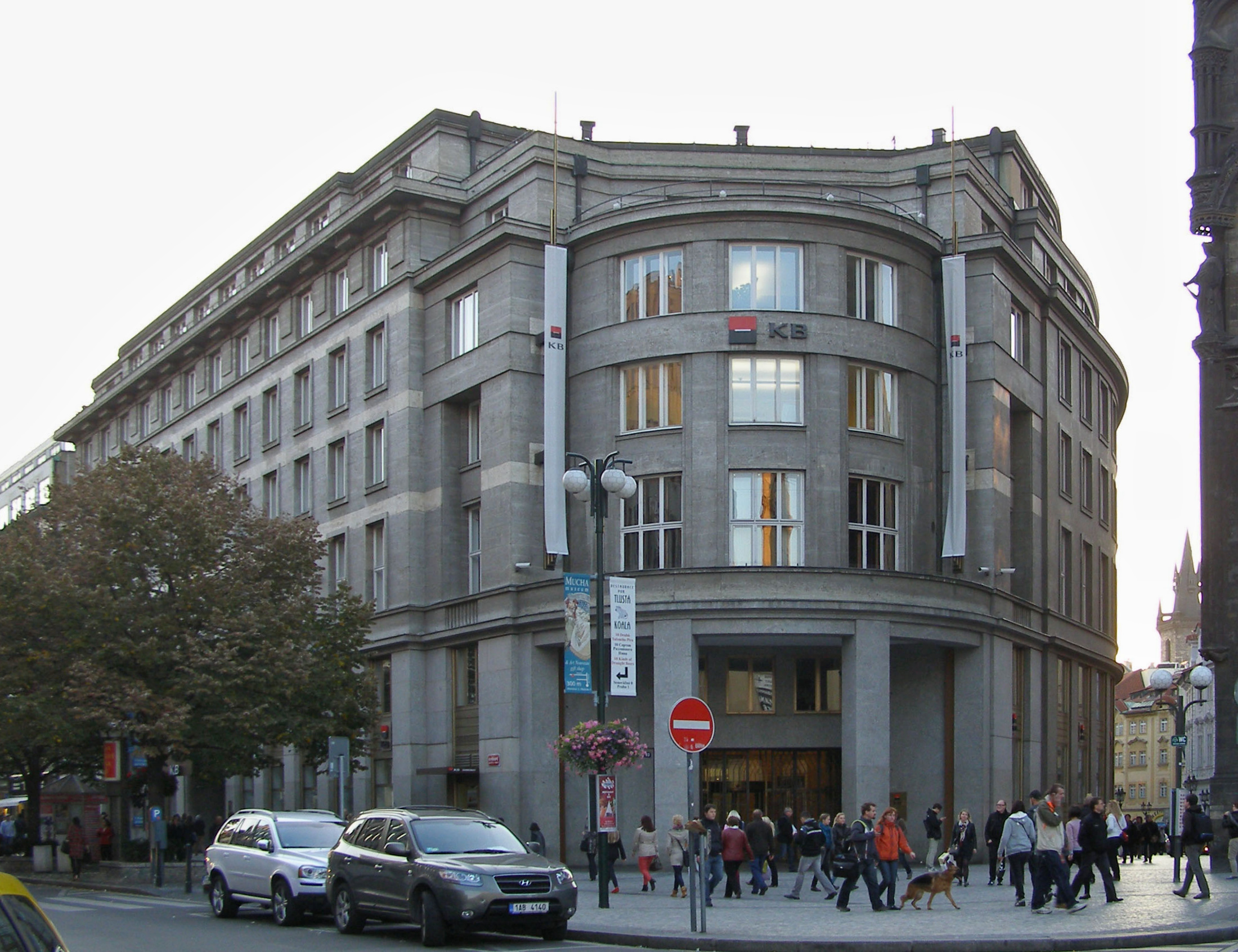
B. siedziba KC KPCz Na Příkopě w Pradze (1945-1960), obecnie mieści się w nim Komerční banka

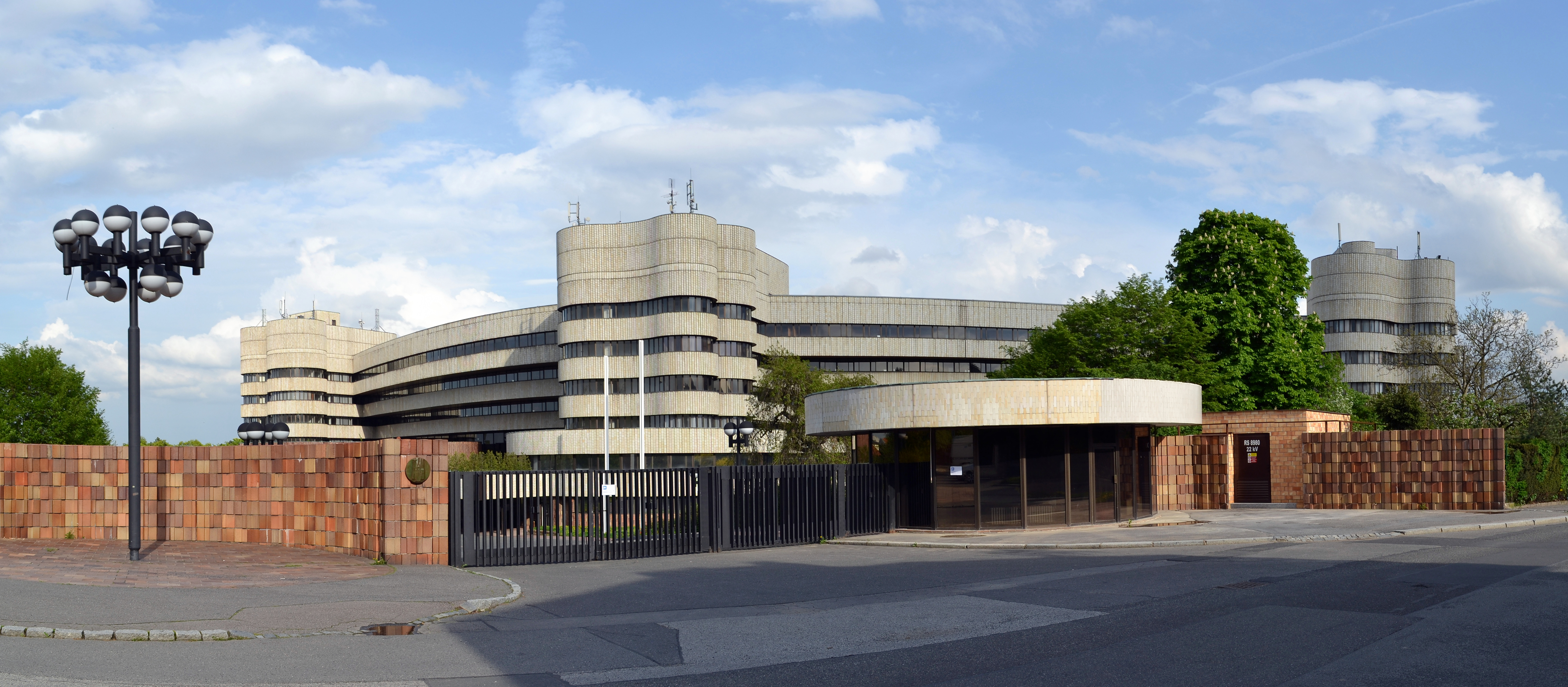
Nieistniejący Hotel Praha KC KPCz w Pradze ([1975]-1981-2014)

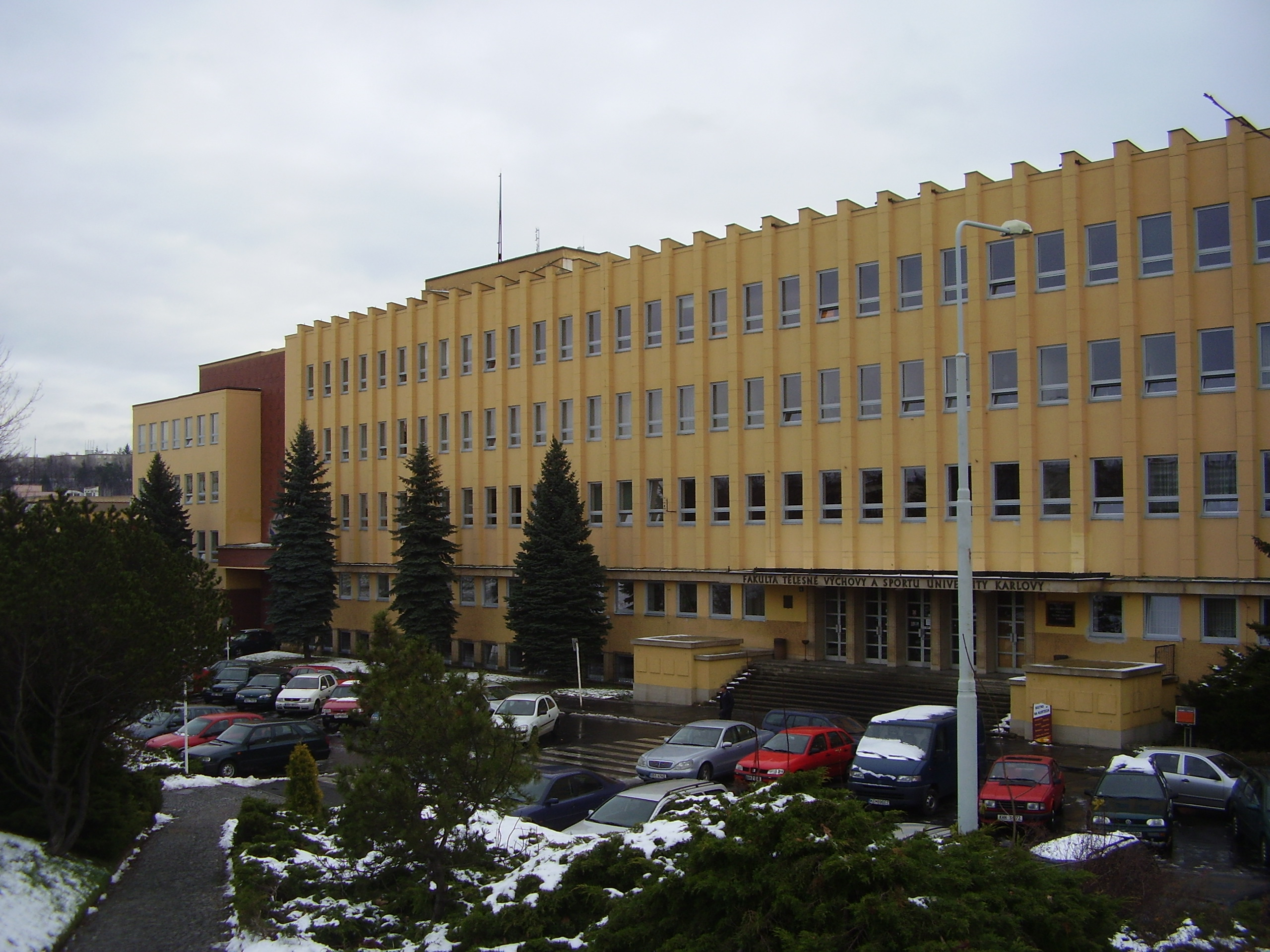
Budynek b. Wyższej Szkoły Politycznej KC KPCz w Pradze

Komitet Centralny Komunistycznej Partii Czechosłowacji (Ústřední výbor Komunistické strany Československa) – centralna instancja partii, wykonująca polecenia Prezydium Komitetu Centralnego KPCz (Předsednictvo ÚV KSČ), de facto organ zarządzania wszystkimi dziedzinami życia w Czechosłowacji.

## Podział organizacyjny – wydziały KC
- Sekretariat Sekretarza Generalnego (Sekretariát generálního tajemníka)
- Wydział Ogólny (Všeobecné oddělení)
- Wydział Polityczno-Organizacyjny (Politicko-organizační oddělení)[2]
- Wydział Propagandy i Agitacji (Oddělení propagandy a agitace)
  - Redakcja Rudé právo, Praga, Na Poříčí 30
- Wydział Środków Masowego Przekazu (Oddělení masových a sdělovacích prostředků)
- Wydział Szkolnictwa i Nauki (Oddělení školství a vědy)
- Wydział Kultury (Oddělení kultury)
- Wydział Gospodarki (Ekonomické oddělení)[3]
- Wydział Pracy Partyjnej w Przemyśle (Oddělení stranické práce v průmyslu)
- Wydział Pracy Partyjnej w Rolnictwie, Przemyśle Spożywczym, Leśnictwie i Gospodarstwie Wodnym (Oddělení stranické práce v zemědělství, potravinářském průmyslu, lesním a vodním hospodářství)
- Wydział Organizacji Społecznych i Terenowych Organów Administracji Państwowej (Oddělení společenských organizací a národních výborů)[4]
- Wydział Polityki Międzynarodowej (Oddělení mezinárodní politiky)
- Wydział Administracji Państwowej (Oddělení státní administrativy)[5]
- Wydział Administracyjny (Oddělení hospodářské správy)[6]
  - Hotel Praha, Praga-Dejvice, ul. Sušická 20[7]

- Centralna Komisja Kontrolno-Rewizyjna (Ústřední kontrolní a revizní komise)
- Wyższa Szkoła Polityczna KC KPCz (Vysoká škola politická ústředního výboru Komunistické strany Československa), Praga, ul. José Martího 269/31 (1953-1989)
- Instytut Marksizmu-Leninizmu KC KPCz. (Ústav marxismu-leninismu ÚV KSČ), ([1950], 1970-1989)
- Wieczorowy Uniwersytet Marksizmu-Leninizmu (Večerní univerzita marxismu-leninismu)

Do aparatu KC KPCz wchodzili szefowie organizacji partyjnych KPCz centralnych organów państwowych i gospodarczych, oraz Ministerstwa Spraw Wewnętrznych (Ministerstvo vnitra) i Czechosłowackiej Armii Ludowej (Československá lidová armáda).

## Siedziba
- Pierwsza siedziba KC KPCz mieściła się w Pradze w budynku z 1932 Na příkopě 33 i 35, który pierwotnie zajmował Czeski Bank Dyskontowy (Česká eskomptní banka) (1932-1945), później Ministerstwo Transportu (Ministerstvo dopravy) (1945-1960). Obecnie mieści się tu Bank Handlowy (Komerční banka) (2015).
- Następna KC przeniesiono do budynku przy nabrzeżu Ludvíka Svobody 1222/12 (1960-1990). Zbudowano go dla Ministerstwa Kolei (Ministerstvo železnic) (1932-1960). Obiekt składał się z 847 pokoi. Mieścił też mieszkanie sekretarza generalnego KC KPCz. Gustava Husaka (1969-1987 ?). By wyeliminować ruch samochodowy przed kompleksem KC w 1980 wybudowano Tunel Těšnovský, popularnie nazywany "Husákovą ciszą". W 1990 powróciło do niego Ministerstwo Transportu oraz zarząd Kolei Czeskich (České dráhy). Zachował się też schron z okresu "zimnej wojny", niesprawny od powodzi w 2002.